# New Statesman
Pour les articles homonymes, voir The New Statesman.
Le New Statesman est un magazine britannique de gauche, édité chaque semaine à Londres. On le surnomme parfois The Staggers (« Le Tournis ») en raison des crises qu'il a traversées dans sa distribution et son financement, ainsi que la succession de ses propriétaires divers.

## Historique
Le New Statesman fut fondé en 1913 par Sidney et Beatrice Webb avec le soutien de George Bernard Shaw et d'autres membres de la Fabian Society. De 1930 à 1960, il eut Kingsley Martin comme rédacteur en chef.
Après sa fusion en 1931 avec l'hebdomadaire à tendance de gauche The Nation and Athenaeum, le magazine se nomma le New Statesman and Nation jusqu'en 1964. La Nation avait pour directeur de la publication l'économiste John Maynard Keynes, qui continua d'exercer une influence déterminante sur le New Statesman and Nation.
Au cours des années 1930, sous l'impulsion de Kingsley Martin, le magazine s'orienta de plus en plus nettement vers la gauche. Antifasciste, hostile à la politique d'apaisement envers Mussolini et Hitler (sans toutefois approuver le réarmement du Royaume-Uni), le Statesman se fit le défenseur de l'Union soviétique de Staline. Il publia en 1934 une très déférente et très célèbre interview de Staline par H. G. Wells. En 1938, Kingsley Martin refusa de publier les dépêches que lui expédiait George Orwell depuis Barcelone, durant la guerre d'Espagne et l'assassinat de la République par l'axe Rome-Berlin, au motif qu'Orwell condamnait l'attitude des communistes, qui s'entretuaient avec les anarchistes et le POUM.
Dans les années 1950, le Statesman critiqua vivement la politique extérieure de la Grande-Bretagne et sa politique de défense. Il s'opposa à la guerre de Corée, et la campagne pour le désarmement nucléaire commença à partir d'un article qu'y publia J. B. Priestley.
Pendant les années 1970, le magazine accueillit de nouvelles signatures : Christopher Hitchens, Martin Amis et James Fenton. L'antisocialiste notoire qu'était Auberon Waugh, fils d'Evelyn Waugh, rejoignit à cette époque le comité de rédaction avant de retourner au Spectator. Le tirage du Statesman était alors de 90 000 exemplaires.

### Depuis 1996
Le New Statesman a été sauvé de la quasi-faillite par une prise de contrôle par l'homme d'affaires Philip Jeffrey, mais en 1996, après de longues disputes au conseil d'administration sur les plans de Jeffrey, il a été vendu à Geoffrey Robinson, député travailliste et homme d'affaires. Après la démission de Steve Platt, Robinson a nommé un ancien rédacteur en chef de The Independent, Ian Hargreaves, avec ce qui était à l'époque un salaire sans précédent. Hargreaves a licencié la plupart des « gauchistes » parmi le personnel et a fait de Statesman un fervent partisan de la direction du parti travailliste de Tony Blair.
Hargreaves a été remplacé par Peter Wilby, également de l'écurie Independent, qui avait auparavant été l'éditeur de livres de Statesman, en 1998. Wilby a tenté de repositionner le journal « à gauche ». Sa gestion n'était pas sans controverse. En 2002, par exemple, le périodique a été accusé d'antisémitisme lorsqu'il a publié une couverture d'enquête sur le pouvoir du « lobby sioniste » en Grande-Bretagne, sous le titre « Une conspiration casher ? ». La couverture était illustrée d'une étoile de David dorée reposant sur un Union Jack. Wilby a répondu aux critiques dans un numéro ultérieur. Au cours du mandat de sept ans de Wilby, le New Statesman est passé d'une perte financière à un bon bénéfice d'exploitation, bien que le tirage ne soit resté stable que vers 23 000 exemplaires.
En avril 2008, Geoffrey Robinson a vendu une participation de 50 % dans le magazine à l'homme d'affaires Mike Danson, et le reste un an plus tard. La nomination du nouveau rédacteur en chef Jason Cowley a été annoncée le 16 mai 2008, mais il n'a pris ses fonctions que fin septembre 2008. Cowley a été nommé rédacteur en chef des affaires courantes de l'année aux prix de la British Society of Magazine Editors en 2009 et en 2011.
À partir de 2020, New Statesman se considère comme un « hybride imprimé-numérique » avec un trafic en ligne de pointe de plus de 4 millions de visiteurs uniques par mois, soit près de quatre fois plus qu'en 2011. Le tirage global du magazine de 36 591 exemplaires - pour une diffusion de 34 451 payés en janvier 2021 -, le plus haut niveau depuis 40 ans.
Le New Statesman a adopté une position neutre lors des élections générales de 2019. C'était la première fois dans l'histoire du magazine qu'il choisissait explicitement de ne pas soutenir le Labour.